# 골촉 박힌 고래뼈
골촉 박힌 고래뼈는 울산광역시 남구, 울산박물관에 있는 선사시대의 고래뼈이다. 2015년 7월 23일 울산광역시의 유형문화재 제35호로 지정되었다.

## 개요
골촉 박힌 고래뼈 2건 4점은「울산 신항만 부두 연결도로 개설사업」내 황성동 신석기 유적에서 출토된 것이다.
고래뼈 2점은 미추와 견갑골로써 모두 사슴뼈를 뾰족하게 가공한 골촉이 박혀 있으며 골촉 뒷부분은 부러져 결실된 상태이다.

## 현지 안내문
신석기시대 황성동유적에서 출토된유물로서 고래 뼈에 작살의 끝 부분이 박힌 채 출토되었다. 가공하지 않은 고래뼈에 작살의 일종인 동물의 뼈로 만든 골촉 끝 부분이 박힌 채 출토되었는데,척추에 박힌 것(1건 2점)과 견갑골에 박힌 것(1건 2점)이 확인되었다.
척추에 골촉이 박힌 고래 뼈는 척추 중 허리 뼈에서 꼬리 쪽으로 넘어가는 첫 번째 미추로 척추의 돌기 부분에 옆에서 찌른 것으로 보이는 골촉이 박혀있다.
골촉은 잔존 폭 0.7cm, 잔존길이 2.8 cm이며 사슴 뼈를 가공해서 끝을 뾰족하게 만들었다. 골촉이 박힌 고래 뼈 미추는 고래의 등지느러미 뒤편의 등 부분이라 포경 시 배가 접근하기 쉽고 작살잡이가 가장 먼저 노리는 부분이다.
수염고래의 견갑골에 골촉이 박히 고래 뼈는 상완골과 연결되는 관절의 측면에 골촉이 박혀있다. 골촉은 잔존 폭 잔존 폭 0.8cm, 잔존길이 4.4cm이며 사슴뼈를 가공해 끝을 뾰족하게 만들었다. 골촉이 박힌 부분은 상완골과 결합되는 부분이라 포경 시 배를 탄 상태에서 작살을 던지거나 찔러 공격하기 어려운 부분이다. 하지만 몰이식 포경으로 고래를 좌초시킨 후 공격하거나 작살잡이가 바다에 들어가 고래가 지쳐있는 시기에 가슴지느러미 부분을 찔렀을 가능성도 있다.
골촉 박힌 고래 뼈는 신석기시대 유물들과 함께 안정된 층위에서 출토하였으며, 또한 이 층은 AMS측정연대 값이 5510∓60 BP이다. 따라서 이 유물은 신석기시대 중기 이전으로 편년이 가능하다. 울주 반구대 암각화(국보 제285호)에서 확인된 포경의 존재를 신석기시대일 가능성을 직접적으로 증명하는 자료로 학술적 가치가 매우 높다고 할 것이다. 지금 현재는 울산박물관에서 관리중이다.

## 참고 자료
- 골촉 박힌 고래뼈 - 국가유산청 국가유산포털